# Ibrahim Shams
Ibrahim Hassanien Shams (en arabe : ابراهيم حسنين شمس), né le 16 janvier 1917 à Alexandrie et mort le 16 janvier 2001 dans la même ville, est un haltérophile égyptien.

## Carrière
Ibrahim Shams évolue d'abord dans la catégorie des moins de 60 kg et remporte la médaille de bronze aux Jeux olympiques d'été de 1936 à Berlin. Il concourt ensuite dans la catégorie des moins de 67,5 kg. Il obtient la médaille d'or aux Jeux olympiques d'été de 1948 à Londres, aux Championnats du monde d'haltérophilie 1949 à Schéveningue, aux Championnats du monde d'haltérophilie 1951 à Milan et aux Jeux méditerranéens de 1951 à Alexandrie.